# Akçapınar, Keles
Akçapınar là một xã thuộc huyện Keles, tỉnh Bursa, Thổ Nhĩ Kỳ. Dân số thời điểm năm 2011 là 196 người.